# Галерија РИМА
Галерија РИМА је приватна галерија која се налази у улици Бранка Радичевића 20 у Крагујевцу.

## Историјат
Галерија РИМА је основана у Крагујевцу децембра 2008. године. Од новембра 2017. своје активности реализује на две локације, у два изложбена простора: у Крагујевцу (Бранка Радичевића 20) и Београду (Париска 8).
Усмерени су на изложбену и издавачку делатност представљања најзначајнијих визуелних уметника 20. и 21. века, пре свега са простора Србије и некадашњих југословенских република, који су уједно остварили запажене успехе на међународној уметничкој сцени. Организују редовно изложбе са циљем доприноса историји уметности и пружања веће видљивости и повољнијих услова за стваралаштво и пласман савремених аутора.
Издавачи су монографија „Стваралачко компоновање”, „Пастели Љубице Цуце Сокић”, „Ивачковић”, „Марко Челебовић”, „Величковић: Цртежи 1955—1965”, „Величковић: Цртежи 1965—1975”, „Величковић: Цртежи 1975—1985”, „Величковић: Цртежи 1985—1995”, „Величковић: Цртежи 1995—2005”, „Величковић: Цртежи 2005—2019”, „Мрђан Бајић > 2D = 3D”, „Сто година часописа Зенит 1921—1926—2021”, „Библиотека Зенит” и „Милорад Бата Михаиловић”. Добитници су повеље за Крагујевачку књигу године за издање „Ивачковић” 2014. и „Марко Челебовић” 2017. у оквиру манифестације Дани крагујевачке књиге.
Учествовали су на конференцији Contemporary Fine Art in Serbia Today 2018, Интернационалном сајму уметности Viennacontemporary у Бечу 2019, 2020. и 2024. и Сајму савремене уметности Art Market Budapest у Будимпешти 2022. године.